# Caumont, Gers
Caumont är en kommun i departementet Gers i regionen Occitanien i sydvästra Frankrike. Kommunen ligger i kantonen Riscle som tillhör arrondissementet Mirande. År 2022 hade Caumont 103 invånare.

## Befolkningsutveckling
Antalet invånare i kommunen Caumont
Referens:INSEE